# Afrotyphlops obtusus
Afrotyphlops obtusus är en ormart som beskrevs av Peters 1865. Afrotyphlops obtusus ingår i släktet Afrotyphlops och familjen maskormar. Inga underarter finns listade i Catalogue of Life.
Denna orm förekommer i Malawi, Moçambique och Zimbabwe. Honor lägger ägg.